# Hannes Löhr
Johannes Löhr, detto Hannes (Eitorf, 5 luglio 1942 – Colonia, 29 febbraio 2016), è stato un calciatore e allenatore di calcio tedesco, di ruolo attaccante.

## Carriera

### Calciatore

#### Club
Nella sua carriera ha vestito una sola maglia di club, quella del Colonia, del quale è tuttora il secondo marcatore all-time con 235 reti complessive, alle spalle del solo Hans Schäfer. Coi caproni si è aggiudicato un campionato tedesco nel 1977-1978 e un titolo di capocannoniere della Bundesliga nel 1967-1968

### Nazionale
Ha esordito in nazionale nel 1967. Ha partecipato al mondiale 1970 in Messico, scendendo in campo in tutti i 6 incontri (quattro da titolare e due da subentrato) disputati dai tedeschi, che chiusero il torneo al terzo posto. Nella celebre semifinale contro l'Italia fu il primo tedesco a lasciare il campo , sostituito da Reinhard Libuda al 53º minuto.
È stato in rosa anche nel vittorioso campionato europeo del 1972, senza però mai scendere in campo nella fase finale in Belgio.

## Palmarès

### Giocatore

#### Club
- Campionato tedesco: 1

Colonia: 1977-78
- Coppa di Germania: 3

Colonia: 1967-68, 1976-77, 1977-78

#### Nazionale
- Campionato d'Europa: 1

1972

#### Individuale
- Capocannoniere del campionato tedesco: 1

1967-1968 (27 gol)

### Allenatore
- Bronzo olimpico: 1

1988